# Кауфунген
Кауфунген (нем. Kaufungen) — община в Германии, в земле Гессен. Подчиняется административному округу Кассель. Входит в состав района Кассель.  Население составляет 12 594 человека (на 31 декабря 2010 года). Занимает площадь 26,13 км². Община подразделяется на 3 сельских округа.
В 1986 году на территории общины была создана самоуправляемая коммуна Нидеркауфунген, действующая на принципах Анархо-коммунизма.

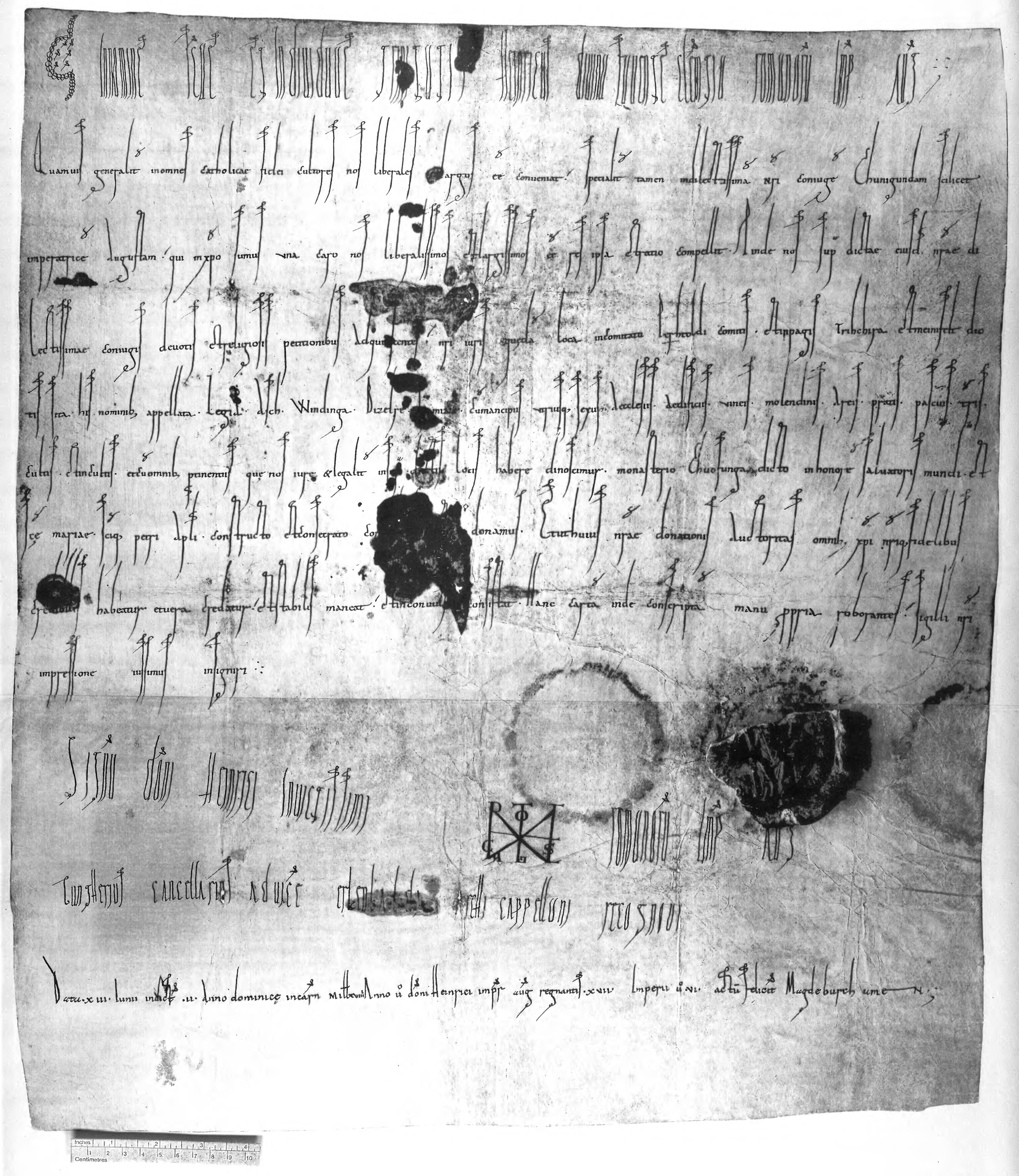
Кауфунген

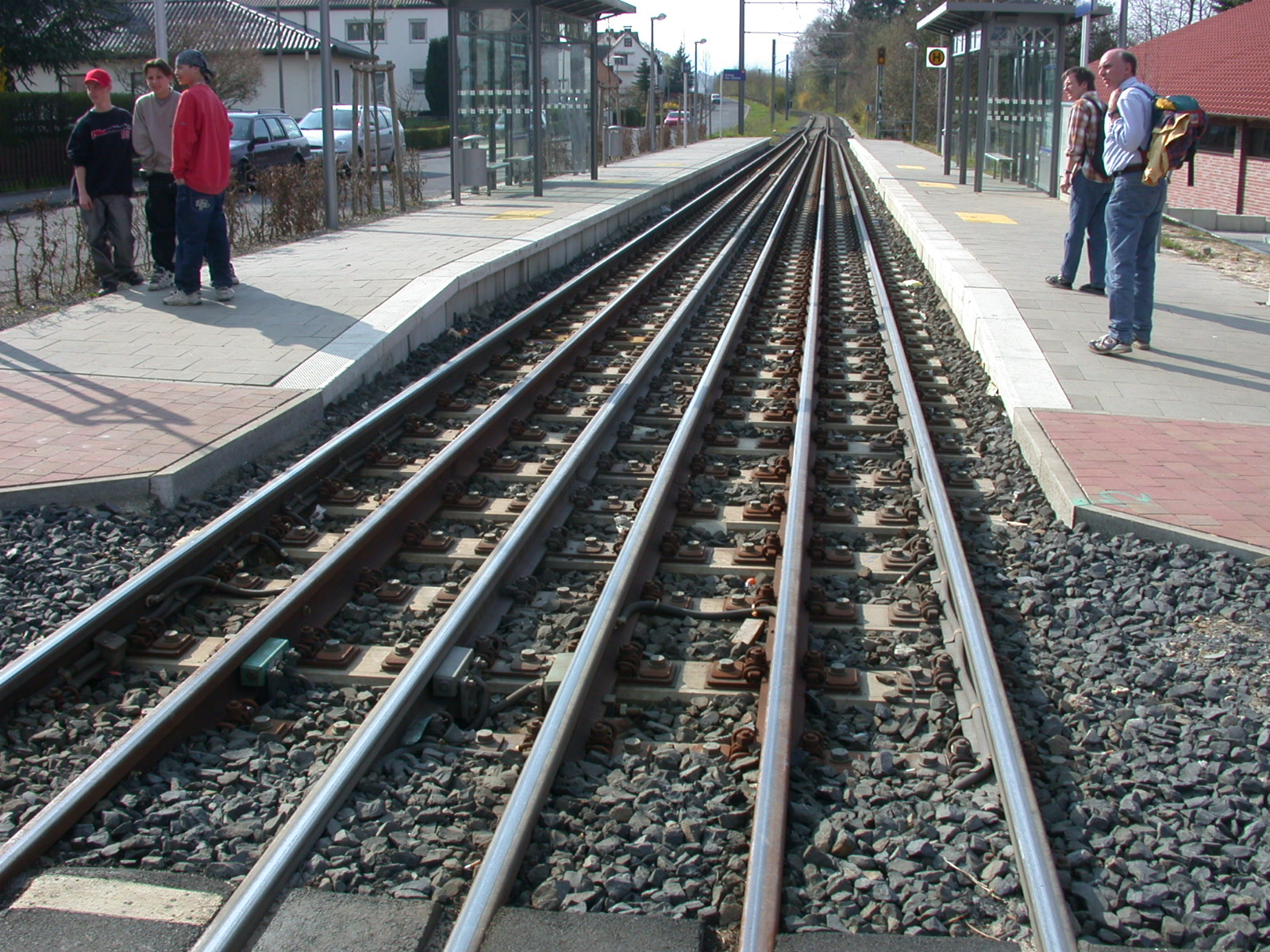
Кауфунген

## Города-побратимы
- Але (Швеция), с 1992 года
- Бертиноро (Италия), с 1997 года
- Будешти (Молдова), с 2004 года